# Gloria Gaynor
Gloria Gaynor (Newark, New Jersey, USA, 1943. szeptember 7. –) kétszeres Grammy-díjas amerikai énekesnő. Eredeti neve: Gloria Fowles. Az 1960-as évek közepétől énekel. Egy évtizeddel később, a diszkókorszak beköszöntével vált világhírűvé olyan slágerekkel, mint a Never Can Say Goodbye, a Reach Out I’ll Be There, és mindenekelőtt az I Will Survive. Az évtizedek során repertoárja house, R&B, Hi-NRG, urban és dzsessz stílusú felvételekkel is bővült. 2006. június 19-én Budapesten adott koncertet, a Művészetek Palotájában.

## Karriertörténet

### A kezdetek
Gloria népes családba született, szüleinek rajta kívül még 6 gyermeke volt. Az egész famíliát a muzikalitás jellemezte. Szegénységben éltek, mivel a családról jószerivel csak a varrónő édesanya gondoskodott. A mama egy torokműtét miatt elveszítette szép énekhangját, ezért gyakran kérte meg Gloriát arra, hogy énekeljen neki. A középiskola elvégzése után a lány egy otthonához közeli házban bébiszitterként vállalt munkát. Egyik este fivérével, Arthurral elment a The Wagon Wheel nevű nightclubba, ahol a Soul Satisfiers együttes lépett fel. Gloria az asztalánál ülve végigénekelte a műsort az együttessel, ami nem kerülte el a zenekarvezető figyelmét. A színpadra hívta őt, ahol a lány olyan nagy tapsot kapott a közönségtől, hogy meghívták, csatlakozzon a Soul Satisfiershez. Körülbelül egy évig lépett fel az együttessel. Egy ízben ellátogatott a klubba a Columbia Records egyik producere, aki megszervezett számára egy találkozót a cég igazgatójával, Clive Davisszel. Davis szerződést ajánlott Gloriának. Az énekesnőnek 1965-ben jelent meg első szólókislemeze She'll Be Sorry / Let Me Go Baby címmel. Később szalagra énekelte a Honey Bee című dalt is, Davis azonban távozott a Columbiától, ahol utána senki nem mutatott különösebb érdeklődést a felvétel és az énekesnő iránt. Bruce Greenberg az MGM Recordstól azonban szerette a dalt, és tetszett neki Gloria énekhangja, ezért megoldotta, hogy az énekesnő átszerződjön hozzájuk. 1974-ben az MGM Records adta ki a Honey Bee című kislemezt, amely ugyan nem lett átütő siker, ám a korábbinál szélesebb körben ismertté tette Gloria nevét. Még ugyanabban az évben az MGM Records a Polydor Records fennhatósága alá került, de ez már nem befolyásolta Gaynor kibontakozó karrierjét.

### A diszkókirálynő
1975 az Egyesült Államokban a diszkózene nagy éve volt. A műfaj akkoriban kezdett igazán népszerűvé válni, ám képviselőiből még nem volt olyan túlkínálat, mint pár évvel később. Gaynor bemutatkozó albuma, a Never Can Say Goodbye egy csapásra a diszkók egyik kedvencévé avatta az énekesnőt, mindenekelőtt az „A” oldalon található folyamatos egyvelegnek köszönhetően, melyben a Honey Bee és a címadó dal mellett egy régi Motown-sláger, a Reach Out I’ll Be There feldolgozása is hallható. A közel 20 perces egyveleg annyira népszerű volt a lemezklubokban, hogy mindhárom dalt külön kislemezen is forgalomba hozták, és mindegyik felkerült a slágerlistákra. Gaynor dalai jelentették a diszkózene első, igazán jelentős sikereit, ezért sokan úgy tekintenek az énekesnőre, mint e műfaj első nagy sztárjára. A diszkó műfaj egyik sajátossága azonban, hogy a gyors avulás miatt folyamatos utánpótlásra van szükség. Gaynornak éppen ezért ugyanabban az évben megjelent még egy nagylemeze, az Experience Gloria Gaynor is, ami nem volt ugyan sikertelen, de nem múlta felül a debütáló album népszerűségét.
A következő kislemezek, mint például a Casanova Brown vagy a Let’s Make a Deal sikeresek lettek ugyan, de mégsem bizonyultak annyira emlékezetesnek, mint a legelső slágerek. Az I’ve Got You című 1976-os LP után Gaynor szakított addigi munkatársaival, és újabb művészekkel kezdett együtt dolgozni. A váltás bármilyen jó ötletnek tűnt, nem igazán jött be, és sem a Glorious (1977), sem a Park Avenue Sound (1978) album nem lett igazán kiemelkedő. A fordulatot a szintén 1978-ban kiadott Love Tracks LP jelentette, amelynek egyik felvétele, az I Will Survive kiugró sikernek bizonyult. A dal az azóta eltelt évtizedek folyamán a könnyűzene egyik legismertebb örökzöldjévé vált, melyet később olyan előadók dolgoztak fel, mint például a Boytronic, Diana Ross, a Cake vagy a Hermes House Band. (Maga Gaynor is az évek során többféle változatban lemezre énekelte a dalt.) Az I Will Survive szövege okán az emancipált nők himnusza lett, mellesleg a karaokeklubok egyik kedvenc darabja. A dal 1980-ban megkapta a legjobb diszkófelvételnek járó Grammy-díjat is. A kategória első és utolsó díjazottja volt, ugyanis a korábbi években ez a díj még nem létezett, a diszkózene népszerűségének óriási visszaesése miatt pedig a következő évben már meg is szűnt. Az új évezredben már hihetetlenül hangzik, de amikor a Polydor Records kislemezen kiadta a dalt, annyira nem bíztak a sikerében, hogy a „B” oldalra tették. Az „A” oldalra a Substitute című felvétel került, mert a cég illetékesei szerint az jobban megfelelt a rádióállomások ízlésének. A Boston Radio lemezlovasa, Jack King teljesen elképedt azon, hogy a Polydor a „B” oldalra tett egy bombaslágernek ígérkező dalt, és ő maga a Substitute helyett inkább az I Will Survive-ot játszotta a műsoraiban. A hallgatóknak rendkívül tetszett a felvétel, és mire újabb kiadásra került sor, addigra a Polydor is észbe kapott, és „A” oldalra tette a szerzeményt. 1979-ben az I Have a Right című LP-n érkezett az utánpótlás, a Let Me Know (I Have the Right) című dal, amely a maga idejében ugyancsak sláger lett, de nem bizonyult olyan emlékezetesnek, mint az I Will Survive.

### Túl a csúcson
1980-ban és 1981-ben Gloria két, igazán jól sikerült diszkólemezt készített, ám az Egyesült Államokban a műfajnak addigra már leáldozott, ezért a kiadványok szerényebb érdeklődést keltettek. A korábbi sikereket követő kudarc válságba sodorta az énekesnőt. Lelki békéjét – kolléganőjéhez, Donna Summerhez hasonlóan – a keresztény vallásban próbálta megtalálni. Bűnösnek érezte magát korábbi életvitele miatt, és kritikusan kezdte szemlélni a múltját. 1983-ban tért vissza a könnyűzene világába a Gloria Gaynor című albummal. Ezen már egyetlen diszkószám sem szerepel, az R&B és a popzene uralják az LP-t. A diszkóra csupán az I Will Survive utal, ami a korábbitól eltérő felfogásban került a korongra. A szöveget átírták, hogy Gaynornak a kereszténységbe vetett hitét hirdesse. Ennek jegyében például az „It took all the strength I had not to fall apart” sort erre változtatták: „Only the Lord could give me strength not to fall apart”. Az albumon helyet kapott egy hazafias dal is, az America. Az LP nem lett sikeres, a rajongók nem örültek a megváltozott Gloriának. A következő évben került az üzletekbe az I Am Gloria Gaynor című album, amelyről az I Am What I Am című dal a régi időket idéző sikernek bizonyult. A dal eredetije az Őrült nők ketrece (La Cage aux folles) című musical számára íródott. (A musicalt a nagy sikerű film ötletéből írták.) Gaynor változata a melegek egyik himnusza lett, és az énekesnő éppúgy a homoszexuálisok egyik kedvencévé vált, mint korábban például Grace Jones. A siker ellenére Gloria karrierje az Egyesült Államokban megfeneklett, 1986-os nagylemeze (The Power of Gloria Gaynor), melyen népszerű slágereket énekelt, mind a kritikusok, mind a közönség körében megbukott. Gloria ezek után megpróbált Európában érvényesülni, ahol a diszkó népszerűsége megközelítőleg sem esett vissza olyan látványosan, mint az Egyesült Államokban.

### A visszatérés

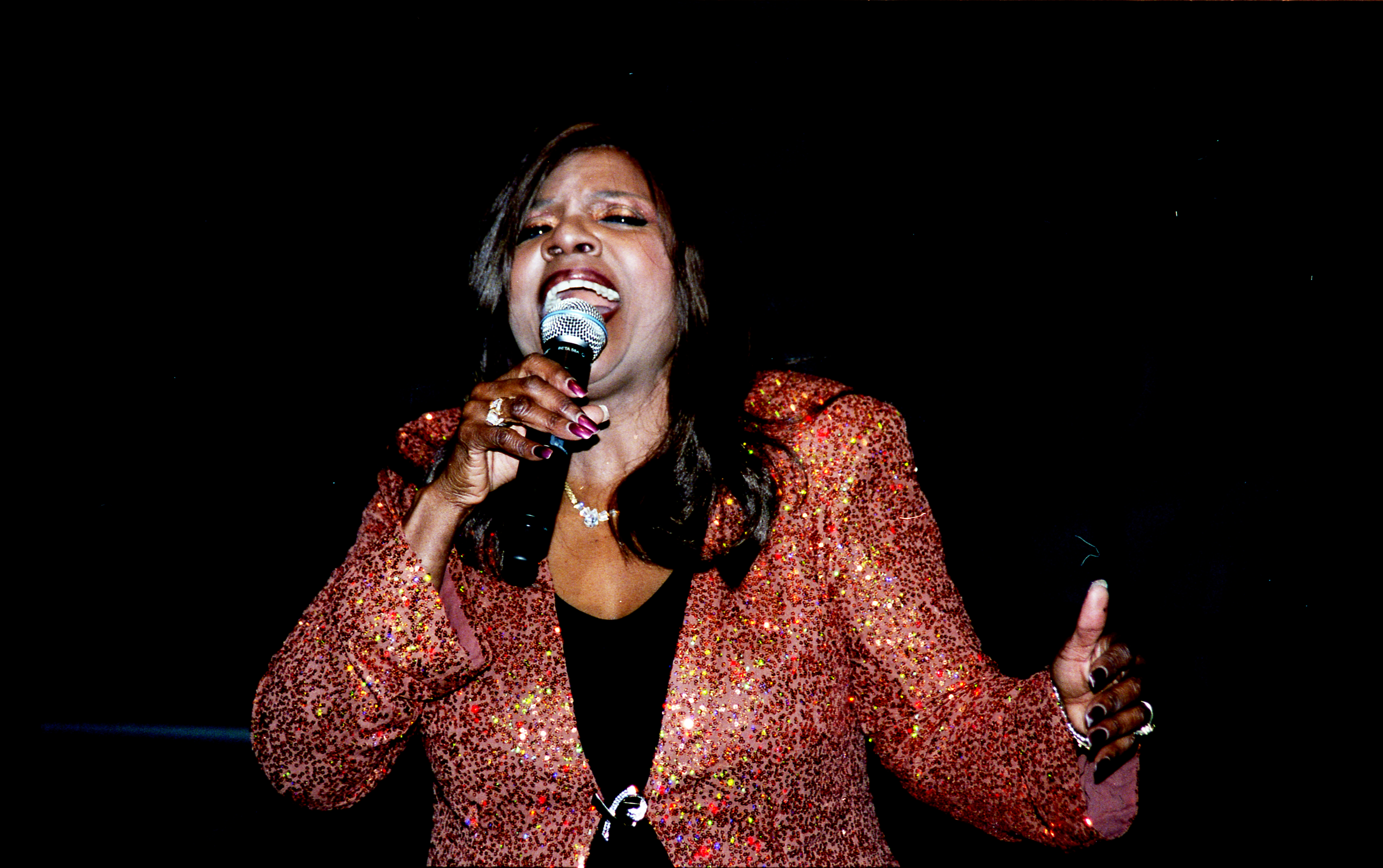
2012-ben

Az 1990-es évek elején a nosztalgia jegyében ismét divatba jött a diszkózene, ami új lökést adott Gloria Gaynor karrierjének is. Ennek egyik jeleként régi slágereit új filmek aláfestő zenéjeként használták fel. Különösen az I Will Survive lett megint igen népszerű, amely olyan sikeres filmekben is felcsendült, mint a Keserű méz (1992) vagy a Priscilla, a sivatag királynőjének kalandjai (1994). Vendégművészként közkedvelt tévésorozatokban szerepelt, mint például a The Wayans Bros. vagy az Ally McBeal. A Broadwayn ugyancsak sikerrel lépett fel a Smokey Joe’s Cafe előadásain: a kétrészes darabot Jerry Leiber és Mike Stoller szerzeményeiből állították össze. Bő 15 év szünet után, 2002-ben készített új albumot I Wish You Love címmel. Két dal jelent meg róla kislemezen, a Just Keep Thinking About You és az I Never Knew. Mindkettő listavezető lett a tekintélyes zenei szaklap, a Billboard Club Play listáján. Gaynor az új évezredben gyakran látható különféle tévéshow-kban, amelyekben az I Will Survive még mindig hatalmas sikert arat.
2005. szeptember 19-én Gaynor mind személye, mind pedig zenéje révén bekerült a Dance Music Hall of Fame hírességei közé. Mint előadó, a megtiszteltetés a műfaj olyan sztárjaival együtt érte, mint a Chic együttes, illetve az 1988-ban elhunyt Sylvester. Dalai közül természetesen az I Will Survive-ot iktatták be a klasszikus tánczenei felvételek közé. A következő évben az énekesnő The Answer címmel adott ki újabb nagylemezt, melyről az Oh, What a Life című szerzemény lett sláger.

## Gloria és a kereszténység
A keresztény hitre történt 1982-es áttérése óta Gloria Gaynor rendszeresen hangot ad abbéli meggyőződésének, hogy neki fontos szerepe van e vallás eszméinek terjesztésében. 1997-ben I Will Survive címmel megjelent önéletrajzi könyve, melyben részletesen kifejti a keresztény vallással kapcsolatos nézeteit, és sajnálkozását fejezi ki a diszkókorszakban tanúsított bűnös életviteléért. (Gaynor azokban az években állítólag alkohol- és drogfüggő volt.) A kötetben azt állítja, hogy rendszeresen beszélget Istennel. 2007. július 13-án a BBC Radio 4 Woman’s Hour című műsorában életéről és pályájáról nyilatkozott, továbbá tagadta, hogy feminista lenne. Meleg rajongóival kapcsolatban mindössze annyit mondott, örömmel tölti el, hogy népszerű a köreikben, mivel ez lehetőséget teremt neki arra, hogy homoszexuális rajongóit is Isten felé vezérelje. Figyelmen kívül hagyta a riporter arra vonatkozó kérdéseit, nem érez-e ellentmondást abban, hogy nagyszámú meleg rajongója van, miközben vallási meggyőződése szerint a homoszexualitás bűn.

## Érdekességek
- Az I Will Survive felvételének időszakában Gaynort baleset érte a színpadon, megsérült a háta, és az orvosok azt mondták, alighanem örökre le fog bénulni. Az énekesnő nem adta fel, merevítőt viselt, és tolókocsiban vitette be magát a stúdióba, hogy lemezre énekelje híres dalát. Gloria később azt állította, hogy az első perctől fogva biztos volt abban, hogy az I Will Survive nagy sláger lesz, de arra ő sem számított, hogy ennyire meghatározza majd a pályafutását, és szimbolikus értelmet is kap.
- Gloria Gaynor férje Linwood Simon menedzser, aki maga is részt vett azokban a „bűnös” élvezetekben, melyeket felesége később elítélt. A házaspár kapcsolata azonban kiállta a nehézségeket. Gyermekük ugyan nem született, de a népes rokonságnak köszönhetően 49 unokatestvérük van.[7] Az énekesnőről nagyszámú meleg rajongója miatt egy időben az a pletyka járta, hogy leszbikus, ezek a híresztelések azonban valótlanok voltak.
- 1997-ben Diva Megamix készült Gloria Gaynor és Donna Summer legnépszerűbb slágereiből. Gaynor 2000-ben közreműködött a Summer felfedezője, Giorgio Moroder tiszteletére készült A Tribute to Giorgio Moroder című albumon: az általa előadott Last Night című dalhoz videóklip is készült.

## Ismertebb lemezei

### Kislemezek, maxik
(Rövidítések: US = Egyesült Államok, UK = Egyesült Királyság. A számok a slágerlistán elért legmagasabb helyezést jelentik.)
- 1974 Honey Bee – US R&B #55
- 1974 Never Can Say Goodbye – US Pop #9, US R&B #34, US Dance #1, UK #2
- 1975 Reach Out I'll Be There – US Pop #60, UK #14
- 1975 Real Good People – US Dance #6
- 1975 Walk on By – US Pop #98, US Dance # 8
- 1975 All I Need Is Your Sweet Lovin' – UK #44
- 1975 Casanova Brown / (If You Want It) Do It Yourself / How High the Moon – US Dance #1
- 1975 (If You Want It) Do It Yourself – US Pop #98, US R&B #24
- 1975 How High the Moon – US Pop #75, US R&B #73, UK #33
- 1976 Let's Make a Deal – US R&B #95
- 1978 I Will Survive / Substitute / Anybody Want to Party? / I Said Yes – US Dance #1
- 1978 I Will Survive – US Pop #1, US R&B #4, UK #1
- 1978 Substitute – US R&B #78
- 1979 Anybody Want to Party? – US R&B #16
- 1979 Let Me Know (I Have a Right) – US Pop #42, UK #32
- 1981 Let's Mend What's Been Broken – US R&B #76
- 1983 I Am What I Am – US R&B #82, UK #13
- 1984 Strive – UK #86
- 1987 Be Soft with Me Tonight – UK #80
- 1993 I Will Survive (remix) (Készítette: a Hermes House Band) – UK #5
- 1997 Mighty High (featuring The Trammps) – US Dance #12
- 2000 Just Keep Thinking About You – US Dance #1, UK #99
- 2002 I Never Knew – US Dance #1, US AC #30

### Albumok
- 1975 Never Can Say Goodbye (MGM Records) – US Pop #25, US R&B #21
- 1975 Experience Gloria Gaynor (MGM Records) – US Pop #64, US R&B #32
- 1976 I've Got You (Polydor Records) – US Pop #107, US R&B #40
- 1977 Glorious (Polydor Records) – US Pop #183
- 1978 Park Avenue Sound (Polydor Records)
- 1978 Love Tracks (Polydor Records) – US Pop #4, US R&B #4
- 1979 I Have a Right (Polydor Records) – US Pop #58, US R&B #56
- 1980 Stories – US Pop #178
- 1981 I Kinda Like Me (Polydor Records)
- 1983 Gloria Gaynor (Ecstacy)
- 1984 I Am Gloria Gaynor (Chrysalis Records)
- 1986 The Power of Gloria Gaynor (Stylus)
- 2002 I Wish You Love (Bell)
- 2004 The Answer (Personal)
- 2005 Live! At John J. Burns Town Park (Instant Live)
- 2007 Christmas Presence (Glolo)

### Válogatások
- 1977 The Best of Gloria Gaynor
- 1982 Greatest Hits
- 1995 I'll Be There
- 1998 I Will Survive: The Anthology
- 2000 20th Century Masters: The Millennium Collection: The Best of Gloria Gaynor
- 2001 The Gloria Gaynor Album
- 2001 Ten Best: The Millennium Versions
- 2006 All The Hits Remixed

## Külső hivatkozások

### Weboldalak
- Angol nyelvű hivatalos weboldal
- Angol nyelvű pályakép
- Angol nyelvű interjú

### Videók
- Honey Bee
- Never Can Say Goodbye
- Reach Out I’ll Be There
- I Will Survive
- Be Soft With Me Tonight
- Last Night

### Zene
- I Am What I Am

## További információ
- Hivatalos oldal
- Gloria Gaynor a Facebookon
- Gloria Gaynor az Internet Movie Database-ben (angolul)
- Gloria Gaynor a Rotten Tomatoeson (angolul)